# Municipio de Temax

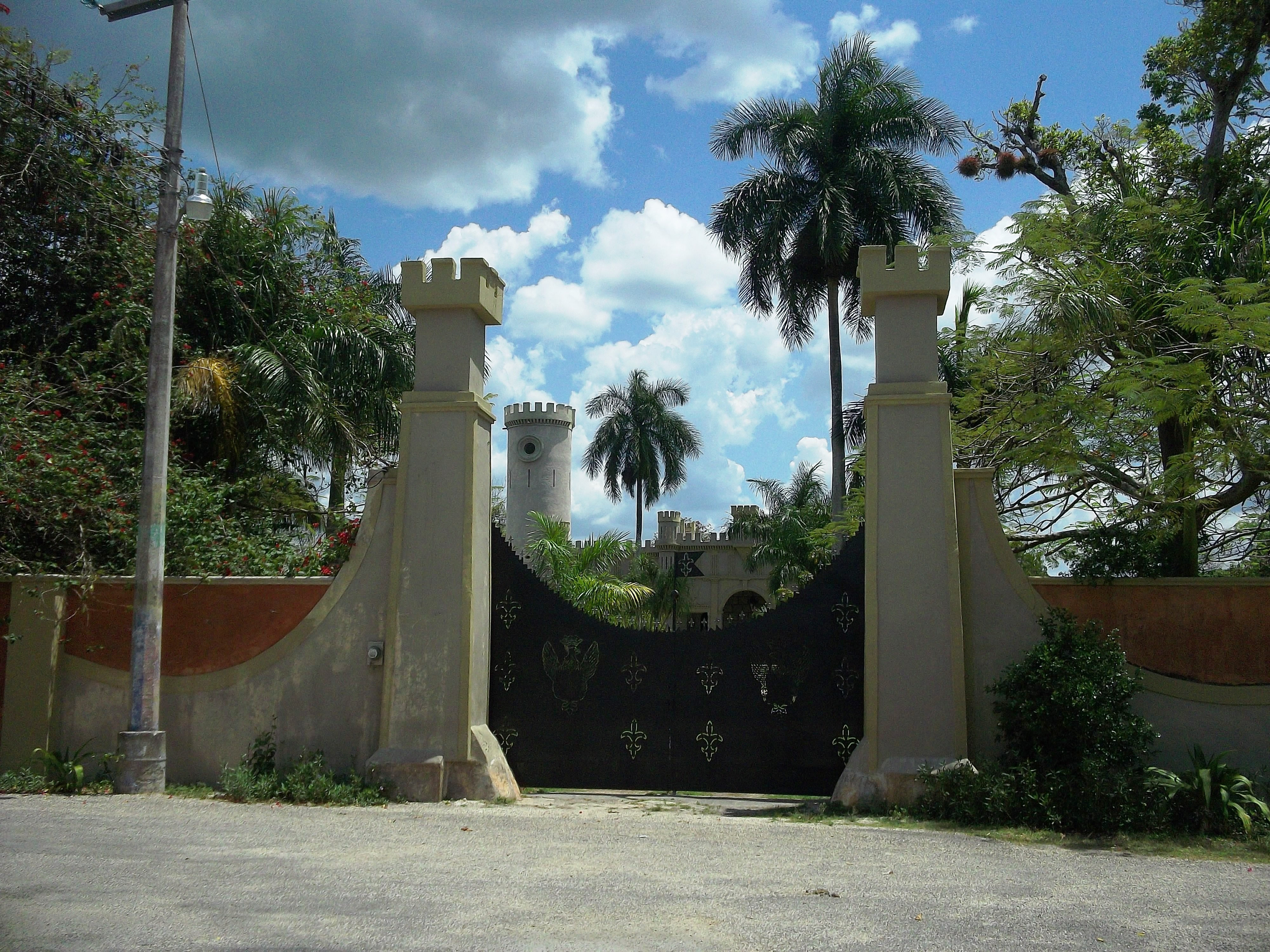
Hacienda Chenché de las Torres, Yucatán.

El municipio de Temax es uno de los 106 municipios del estado mexicano de Yucatán. Su cabecera municipal es la localidad homónima de Temax.

## Toponimia
El nombre del municipio, Temax, significa en lengua maya el lugar de los monos ya que max, contracción de maax significa mono.

## Colindancia
El municipio de Temax colinda al  norte con Dzilam González y Dzidzantún, al sur con Tepakán y Tekal de Venegas, al oriente con  Dzoncauich y Buctzotz y al occidente con el municipio de Cansahcab.

## Datos históricos
- Antes de la conquista de Yucatán, Temax «Lugar de monos», perteneció al cacicazgo de Ah Kin Chel
- Fue encomienda en la colonia.
- 1825: Pueblo del partido de la costa, cuya cabecera era Izamal.
- 1921: Temax fue declarado municipio libre.

## Economía
Temax es un municipio que, ubicado en la zona nor poniente del estado, perteneció a la denominada zona henequenera de Yucatán (fue el municipio más oriental de la zona henquenera) porque sus tierras tienen la vocación agrícola para el cultivo del agave. Junto con los municipios circunvecinos se dedicó por muchos años hasta finales del siglo XX a la industria henequenera como principal actividad productiva.
Con la declinación de la agroindustria se dio en Temax, al igual que en los demás municipios de la zona henequenera, un proceso de diversificación de la actividad agrícola. Hoy en el territorio municipal se cultiva principalmente maíz, frijol y hortalizas.  Algunas variedades de chiles también se cosechan en la región.
Se da la cría de ganado bovino en pequeña escala, así como la de ganado porcino y aves de corral.

## Atractivos turísticos
- Arquitectónicos: En la cabecera del municipio se encuentran la parroquia y ex convento de San Miguel Arcángel, construido en el siglo XVII
- También las capillas de San José, Santa Bárbara, San Román y la Ermita construidas en el siglo XVIII.

- Fiestas populares: El tercer fin de semana de enero, iniciando con el jueves de vaquería, se organiza la fiesta en honor a la Virgen de la Purísima Concepción, que es traída desde el vecino municipio de Buctzotz para estos festejos. Se organizan para la ocasión procesiones, gremios y vaquerías.

## Localidades del municipio
- Chucmichén